# Восстание в Непале (1979)
Восстание в Непале 1979 года, известное также как Мятеж 2036 бакалавров (непальск. २०३६ सालको आन्दोलन) — серии акций протеста среди студенческих общин в Непале в течение 1979 года, приведших к уступкам со стороны монархии. 

## История
Столкновения группы студентов с полицией начались с митинга 6 апреля в столице Непала Катманду, на котором митингующие протестовали против казни Зульфикара Али Бхутто в Пакистане. Приближаясь к пакистанскому посольству, студенты были остановлены и избиты полицейскими под тем предлогом, что рядом проезжал автомобиль короля Бирендры. 
После столкновений представители студенческого комитета составили список из 22 требований к властям, призывая прекратить полицейские репрессии против студенческого движения. 
9 апреля был сформирован комитет студенческих действий, состоявший из трёх представителей студенческих организаций запрещённых левых партий — Бал Бахадура из Непальского студенческого союза (связанного с Непальским конгрессом), Кайлаша Карки из Непальской национальной студенческой федерации (связанной с просоветской Коммунистической партией Непала (Бирма)) и Танку Карки из Всенепальского национального свободного студенческого союза (связанного с маоистской Коммунистической партией Непала (Четвёртого съезда)). 
Во время демонстраций 23 апреля было убито двое или трое студентов. После этого власти приняли решение закрыть общежития и распустить студентов по домам — но в результате те разнесли сведения о терроре по Непалу. Затем волнения набрали силу и начали распространяться на всю страну. Протесты произошли в Бхактапуре, Патане, Бхаратпуре, Биргандже, Калайе, Джанакпуре, Биратнагаре, Покхаре, Раджбирадже, Сирахе, Сарлахи, Сьянгдже и др. В общей сложности акции протеста прошли в 37 из 75 районов Непала. 
27 апреля протестующее местное население на протяжении десяти часов держало министра, нанёсшего визит в город Хетауда, в оцеплении. В результате ответных действий полиции погибло до 17 человек. Кое-где в провинции поднялось настоящее восстание. Под домашний арест был помещён оппозиционный лидер Непальского конгресса Бишвешвар Прасад Койрала.
Министр образования Шамшер Рана был отправлен в отставку. Так как студенты начали выдвигать политические требования демократических реформ, 2 мая король Бирендра, в ответ на протесты, был вынужден создать комиссию из пяти членов, чтобы предоставить доклад о ситуации. 2-3 мая 160 студентов, арестованные во время акции протеста, были освобождены. 9 мая были отпущены остальные 64 студента. 
22 мая 3000 молодых людей собрались в Амритском научном колледже, чтобы узнать результаты переговоров комитета студенческих действий. Неудовлетворённые результатами, представители радикального крыла движения (Всенепальского национального свободного студенческого союза) объявили о предательстве комитета и прошли маршем по улицам Катманду, требуя непосредственного диалога с королём. К студентам присоединилось от 20 до 30 000 жителей города, которые захватили редакции проправительственных газет и поджигали транспорт в аэропорту. Полицейские, открывшие стрельбу по протестующим, потеряли одного человека.
По итогам работы королевской комиссии на 2 мая 1980 года был назначен референдум, который привел к неожиданному результату: до 55% населения высказалось за сохранение монархической системы панчаятов вместо введения многопартийной демократии.